# سیارک ۹۲۷۴
سیارک ۹۲۷۴ (به انگلیسی: 9274 Amylovell، نامگذاری:1980FF3) نه هزار و دویست و هفتاد و چهارمین سیارک کشف شده‌است که در ۱۶ مارس ۱۹۸۰ کشف شد.
قدر مطلق سیارک برابر ۱۴٫۴۰ است.